# Krasnochołm
Krasnochołm (ros. Краснохолм) – wieś (sieło) w Rosji, w obwodzie orenburskim, w okręgu miejskim Orenburga. W 2010 liczyła 5806 mieszkańców.